# Брана Димитријевић
Бранислав „Брана“ Димитријевић (Београд, 27. новембар 1939 — Београд, 30. јул 2015) био је српски доктор стоматолошких наука и магистар стоматолошких наука. Редовни професор максилофацијалне хирургије Стоматолошког факултета Универзитета у Београду. Књижевник и историчар, са посебним доприносом историји српске медицине.

## Биографија
Дипломирао је на Стоматолошком факултету у Београду (1963) и магистрирао (1976) где је одбранио и докторску тезу „Заступање фонијатријских принципа у формирању пост-ресекционих горњовиличних протеза“ (1980). Објавио преко 160 научних и стручних радова из области стоматологије, максилофацијалне хирургије, судске медицине, медицинског права, биоматеријала и историје медицине.
Утемељивач је и уредник електронске библиотеке „Историја медицине“ у оквиру Међународне културне мреже „Пројекат Растко“ од 2008. године. Био је председник Секције за историју медицине Српског лекарског друштва од обнављања Секције 2009. до 2015. године.
Под књижевним именом Брана Димитријевић објавио низ прозних дела – прича, романа, есеја и путописа. Изведено је десетак његових радио-драма, и једна телевизијска. Као сценариста и водитељ сарађивао је у научном и документарном програму Радио телевизије Србије.
Земни остаци проф. Димитријевића кремирани су на Новом гробљу у Београду 1. августа 2015. године.

## Књиге (избор)
- У контејнеру: записи српског војног хирурга 1916–1918, документарна литература, Београд 2001, 2004;
- Јереванско пророчанство, путописни есеји, Београд 2001;
- Стоматологија и култура, Београд 2002;
- Београдски кошмар Михаила Булгакова: Псеће срце други део, роман, Београд 2004;
- Повреде зуба, група аутора, Београд 2007;
- У равницама привида: Српски војни санитет 1916. у Добруџи по сведочењима др Милутина Велимировића и др Владимира Станојевића Архивирано на веб-сајту  (2. децембар 2013), документарна литература, Београд 2008;
- Моја герила, Београд 2010

## Документарни филмови
- „Легенда о Драгоманцима“ 1-2, РТС 2004.
- „Подрум Светих Жртава“, Други програм РТС, јул 2005.[3][4]
  - Епизода 1: „Свете жртве“
  - Епизода 2: „Подрум светих жртава“
- Серија „Српски санитет у Првом светском рату“, 2014-2015.

## Награде и признања
- Награда Дрво живота, Заветине, 2001.
- Златно перо Српског лекарског друштва, 2011.
- Награда за животно дело Српског лекарског друштва, 2015.